# Los Collados
Los Collados es una localidad del municipio de Molinicos (Albacete), dentro de la comarca de la Sierra del Segura, y de la comunidad autónoma de Castilla-La Mancha. Dista 11 kilómetros del núcleo principal a través de la carretera provincial AB-9 ( CM-412  – Molinicos - Los Collados). Se sitúa al suroeste del término municipal, a una altura aproximada de 1100 m s. n. m., muy cercana al parque natural de los Calares del Río Mundo y de la Sima.

## Situación geográfica
Los Collados, como su nombre indica, se localiza en una zona rodeada de fuertes pendientes que crecen de este a oeste, entre ellas las del Calar del Mundo o las de la Sierra del Cujón, en donde montañas de 1500 m s. n. m. se entrelazan y muestran una imagen impresionante. El pico del Guijón o Cueva del Agua se alza a más de 1554 m.
La localidad está asentada sobre una ladera situada en el fondo del valle en medio de la huerta rodeada de grandes pinares, con orientación este – sudeste, y se organiza en torno al camino de acceso (que se adapta a la topografía existente). De este camino parten estrechos callejones (para el acceso a las viviendas) y plazuelas, sin pendientes muy elevadas, que dan lugar a manzanas de muy diversas formas y tamaños.
La iglesia de Los Collados rinde culto a San Isidro, que es también el patrón de Los Collados, y que se celebra durante los días cercanos a esta festividad (15 de mayo). Tras la procesión por las calles de la localidad se ofrecen rollos de caridad.
Los Collados tienen varias infraestructuras, tales como centro social y consultorio médico, además de pista polideportiva y campo de fútbol.

## Dichos de la localidad
- “En Los Collados andan a bocados”.

- “Por el Collado del Fresno, pulgas y resnos” (Los resnos son unos parásitos que padecen las ovejas en tiempos de grano).

- “En Los Collados no hay piedad, porque ha parido la Irene, y nadie les da tajá, sabiendo que yo no tiene”.

- “Las mozas de Los Collados sienten la hierba nacer, y las de Torre - Pedro la pisan y no la ven”.[2]

## Galería de Imágenes

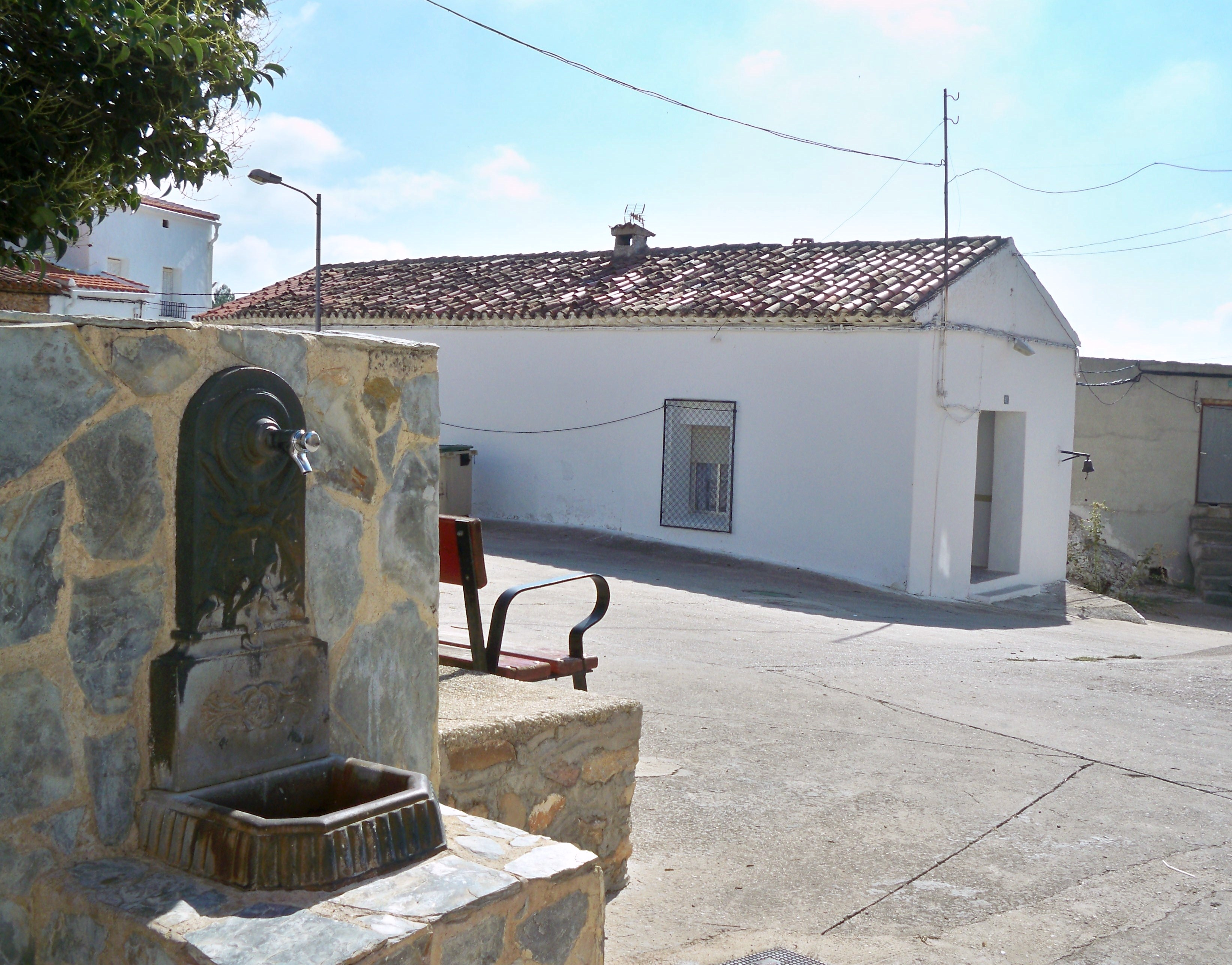
Plaza Mayor e Iglesia Patronal de San Isidro
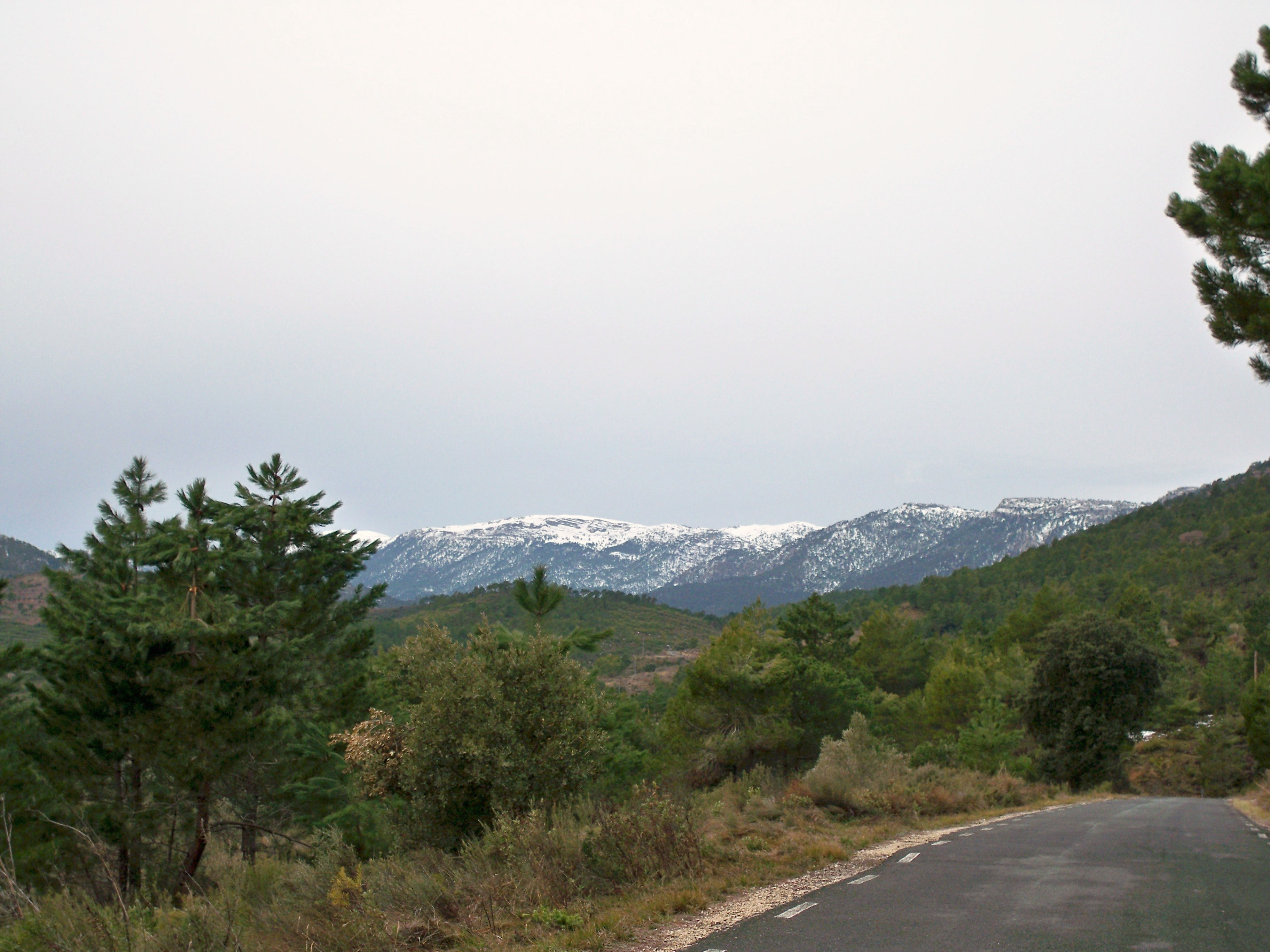
La Sierra del Cujón cercana a Los Collados.